# Тернатцы
Тернатанцы (самоназвания тернате, тернатанцы, ибу, джаилоло) — один из  северохальмахерских народов, проживающий на территории острова Тернате и в соседних районах острова Хальмахера, общей численностью 160 тыс. человек. Были расселены по всей территории Восточной Индонезии, но в основном на севере  Молуккских островов. Присутствует несколько субэтнических групп: ибу, джаилоло, тернато-португальцы.

## Язык
Язык, на котором разговаривают тернатцы, — тернате. Относится к группе северохальмахерских языков, ветви папуасских языков и входят в филу Западного Папуа..

## Религия
Религиозная принадлежность верующих: мусульмане-сунниты, католики.

## История
Первоначально государство называлось Гапи (индон. Kesultanan Gapi), но позднее изменило название по названию столицы — города Тернате. Наибольшего расцвета государство достигло при султане Бабулле (индон. Baabullah), правившем в 1570—1583 годах и контролировало восточную часть Индонезии и часть южных Филиппин. Тернате был крупнейшим мировым производителем гвоздики. В 1605 году голландская Ост-Индская компания создала свой первый опорный пункт в Тернате, и в течение XVI века пыталась расширить свою монополию на торговлю пряностями на островах близких к острову Тернате. Остров Тернате, так же как и Амбон в XVI—XVII веках использовался голландцами как опорный пункт (Leirissa 2000: 242).
Тернате являлось одним из самых могущественных государств XV—XVII веков.

## Письменность
Письменность с середины XVII века на основе арабской графики, а с XX века — на основе латинской графики.

## Быт
Современный быт основан на производстве копры. Неплохо развито земледелие, добыча саго, морские промыслы и рыболовство. В основном проживают в г. Тернате. У тернатанцев существует полигиния и патрилокальный брак. Сельские общины состоят из малых семей.